# Pipe Mania
Pipe Mania, a Europa però conegut com a Pipe Dream arreu, és un videojoc de trencaclosques publicat en 1989 per a Amiga i posteriorment en diferents plataformes, i actualitzat posteriorment amb noves versions. L'objectiu del joc és anar superant nivells fent que l'aigua passi pels tubs. En començar cada ronda, el jugador té peces de tub que ha d'anar empalmant, girant-les i col·locant-les en llocs estratègics, abans que el comptador de temps indiqui que l'aigua comença a fluir. Mentre l'aigua va avançant es poden anar afegint més seccions. El nivell se supera quan l'aigua recorre un cert nombre de metres o bé quan s'empalma amb la sortida, depenent del nivell. A cada nivell apareixen noves dificultats, com menys temps previ, recorreguts més llargs i enrevessats, peces especials que no encaixen bé o obstacles que cal esquivar amb el tub. El joc combina habilitat i rapidesa per col·locar les seccions.